# Hunter Hunted
Hunter Hunted è un videogioco di genere sparatutto a scorrimento e a piattaforme in 2D per computer Windows, sviluppato da K.A.A. e pubblicato dalla Sierra On-Line il 15 ottobre 1996 in Nord America e nel 1997 in Europa.

## Trama
Il gioco è ambientato nel 2015, anni dopo che la Terra è stata invasa da una razza aliena di guerrieri dalla tecnologia molto avanzata, conosciuta come i Masters. Di seguito a questa invasione la maggior parte dell'umanità è stata sterminata, e i rimanenti sono costretti a lottare per il divertimento dei Masters. Anche il pianeta fittizio di Kullrathe è stato invaso dai Masters e i suoi abitanti minotauri sono stati deportati in campi di concentramento, e anche a prendere parte al gioco "Hunter Hunted" per intrattenere gli alieni conquistatori.
Qua e là nelle varie arene, vi sono pezzi di auto che i due protagonisti, Jake e Garathe Den, tentano di acquisire, con lo scopo di costruire una macchina funzionante per sfuggire agli alieni. La natura del rapporto fra i due protagonisti non è chiara nel gioco: in alcuni video del gioco si osserva che Garathe sta attaccando Jake; in altri invece i due sono intenti a fuggire insieme con la macchina, una volta conquistate tutte le parti necessarie.

## Modalità di gioco
Il giocatore può scegliere se comandare Jake, un forzuto umano, o un minotauro, chiamato Garathe Den, per combattere i vari nemici, completare gli obiettivi e tentando di trovare l'uscita nascosta in ogni livello.
Fra i due, Garathe possiede una forza superiore che gli permette di essere veloce e di compiere grandi salti, d'altra parte Jake può trarre vantaggio da un arsenale più tecnologico.
Al gioco possono prendere parte da uno a due giocatori. Comprende 100 missioni in totale (65 per un solo giocatore e 35 per 2 giocatori), 20 missioni "uno contro uno" e 15 missioni "cooperative"). Un add opzionale provvede ad aggiungere 15 nuove missioni per il singolo giocatore due "uno contro uno" e tre "cooperative". In totale ci sono 120 missioni nel gioco.
Le missioni possono essere completate sia scegliendo la singola dall'elenco, oppure nell'ordine naturale, ossia iniziando dalla prima e man mano proseguendo completandole tutte. Ogni livello ha un nome particolare, che a volte ne descrive gli obiettivi, o i pericoli.
C'è da notare che pur essendo il gioco in 2D il giocatore può comunque accedere a dei luoghi solo da porte che danno su piani paralleli. Il giocatore dopo essersi messo davanti alla porta la può attraversare cliccando "su" o "giù", nel primo caso per entrare e nel secondo per tornare indietro.
Il gioco può essere svolto in tre modalità più una opzionale: giocatore singolo, modalità cooperativa, uno contro uno e creatore di livelli.

### Giocatore singolo
In questa modalità si può giocare solo in uno. Il personaggio non si può scegliere ma cambia in ogni livello. L'obiettivo è completare tutti i livelli acquisendo tutte le parti dell'auto, eliminando i vari nemici che ostacolano il completamento del livello. Le missioni possono esser rese più difficile da un timer. Se il giocatore non trova l'uscita dopo aver completato gli obiettivi anticipati ad inizio livello la missione termina con un fallimento, con la possibilità di ripetere l'impresa o di passare alla prossima.

### Modalità cooperativa
In questa modalità prendono parte due giocatori, i personaggi non possono essere scelti ma cambiano anche qui in ogni livello. Entrambi i giocatori adoperano la medesima tastiera per comandare i personaggi, il Giocatore 1 con la parte destra, mentre il Giocatore 2 con la parte sinistra. Lo schermo viene qui diviso in due in orizzontale, così da lasciare libertà di movimento ai due giocatori, che il più delle volte iniziano il livello in due punti ben distinti. In questa modalità i due hanno il compito di trovare l'uscita, cooperando appunto, uccidendo tutti i nemici, e risolvendo tutti gli enigmi, aiutati spesso da graffiti presenti sui muri, che avvertono i protagonisti della presenza di nemici, oggetti o semplicemente dando maggiori indizi.

### Uno contro uno
Questa modalità per giocatori, prevede lo scontro fisico fra i due protagonisti. I due hanno vari scenari a disposizione che cambiano di livello in livello, dove possono trovare armi e protezione che si rigenerano di continuo, per tentare di eliminare l'altro. In questa modalità si può scegliere un limiti di morte e di tempo, i quali, una volta superati, fanno terminare lo scontro. Inoltre i giocatori possono scegliere il personaggio da usare, e, per differenziarsi l'uno dall'altro, il colore, che può essere marrone, rosso, nero, bianco e avvalendosi dei codici anche grigio, blu, verde, verde chiaro e marrone chiaro.

### Creatore di livelli
Questa modalità permette di creare nuovi livelli.

### Armi
- Clava - Quest'arma può essere usata solo da Garathe, ed è impiegata come arma manuale al posto dei pugni.
- Coltelli -  Anche questa seconda arma può essere usata solo dal minotauro. I coltelli vengono lanciati addosso agli avversari, ma se mancato il bersaglio si piantano sui muri e possibile recuperarli.
- Pistola - Questa è l'arma leggera di Jake, e può essere usata solamente da lui.
- Bombe a mano - Queste potenti bombe possono essere lanciate sia da Jake che da Garathe.
- Stelle ninja - Anche queste assieme alle bombe a mano sono armi che Jake e Garathe condividono. Anche queste, come i coltelli, hanno la particolarità di poter essere recuperate se mancano il bersaglio, con la differenza che dopo un po' esplodono se si attaccano ai muri.
- Fucile a pompa - Quest'arma di media potenza è un'altra arma utilizzabile solo da Jake. Come potenza è paragonabile alla frusta di Garathe.
- Frusta - La frusta è l'arma più potente di cui si avvale Garathe. Questa particolare frusta permette al minotauro di lanciare delle palle di energia a lunga distanza, che poi si dividono generando colpi di numero differenti a seconda della distanza.
- Bazooka - Questa è l'arma più potente del gioco, e può essere usata solo da Jake.
- Poteri speciali - Oltre a queste armi, i due protagonisti hanno la facoltà di usare dei poteri speciali differenti fra loro: Garathe può avvalersi di un'onda sonora che stordisce oltre a provocare danni a livello fisico, mentre Jake può usufruire di una potente scossa elettrica.

## Accoglienza
Il gioco è stato accolto con recensioni moderatamente positive. Chris Hudak di GameSpot ha elogiato la capacità di spostarsi tra più piani, gli effetti sonori e la colonna sonora. Ha inoltre affermato che il gioco non ha rivoluzionato del tutto il genere degli sparatutto a scorrimento laterale, ma è stato "un miglioramento nella giusta direzione". Un critico di Next Generation lo ha definito "una forte dimostrazione nel mondo degli sparatutto a piattaforme a scorrimento laterale", citando il level design, il supporto nativo per i migliori gamepad e la rigiocabilità offerta dalla modalità multiplayer. Tuttavia ha trovato i controlli "un po' appiccicosi" e non offrivano il livello di controllo tipico dei giochi per console dello stesso genere.